# Lijst van nummer 1-hits in Polen in 2015
Deze hits stonden in 2015 op nummer 1 in de Polish Airplay Chart, de bekendste hitlijst in Polen.
| Datum        | Artiest                             | Titel                                   |
| ------------ | ----------------------------------- | --------------------------------------- |
| 3 januari    | Bednarek                            | Chwile jak te                           |
| 10 januari   | Hozier                              | Take me to church                       |
| 17 januari   | Hozier                              | Take me to church                       |
| 24 januari   | Hozier                              | Take me to church                       |
| 31 januari   | Hozier                              | Take me to church                       |
| 7 februari   | Hozier                              | Take me to church                       |
| 14 februari  | Hozier                              | Take me to church                       |
| 21 februari  | Hozier                              | Take me to church                       |
| 28 februari  | Calvin Harris & Ellie Goulding      | Outside                                 |
| 7 maart      | Ellie Goulding                      | Love me like you do                     |
| 14 maart     | Ellie Goulding                      | Love me like you do                     |
| 21 maart     | Ellie Goulding                      | Love me like you do                     |
| 28 maart     | Ellie Goulding                      | Love me like you do                     |
| 4 april      | Deorro, DyCy & Adrian Delgado       | Perdóname                               |
| 11 april     | Deorro, DyCy & Adrian Delgado       | Perdóname                               |
| 18 april     | Deorro, DyCy & Adrian Delgado       | Perdóname                               |
| 25 april     | Sia                                 | Elastic heart                           |
| 2 mei        | Lost Frequencies                    | Are you with me                         |
| 9 mei        | Lost Frequencies                    | Are you with me                         |
| 16 mei       | Lost Frequencies                    | Are you with me                         |
| 23 mei       | Lost Frequencies                    | Are you with me                         |
| 30 mei       | OMI                                 | Cheerleader (Felix Jaehn remix)         |
| 6 juni       | Kygo & Conrad Sewell                | Firestone                               |
| 13 juni      | Kygo & Conrad Sewell                | Firestone                               |
| 20 juni      | Sarsa                               | Naucz mnie                              |
| 27 juni      | Sarsa                               | Naucz mnie                              |
| 4 juli       | Sarsa                               | Naucz mnie                              |
| 11 juli      | Sarsa                               | Naucz mnie                              |
| 18 juli      | Sarsa                               | Naucz mnie                              |
| 25 juli      | Sarsa                               | Naucz mnie                              |
| 1 augustus   | Walk the Moon                       | Shut up and dance                       |
| 8 augustus   | Adam Lambert                        | Ghost town                              |
| 15 augustus  | Felix Jaehn & Jasmine Thompson      | Ain't nobody (Loves me better)          |
| 22 augustus  | Anna Naklab, Alle Farben & Younotos | Supergirl                               |
| 29 augustus  | Anna Naklab, Alle Farben & Younotos | Supergirl                               |
| 5 september  | Lost Frequencies & Janieck Devy     | reality                                 |
| 12 september | Lost Frequencies & Janieck Devy     | Reality                                 |
| 19 september | Nicky Jam & Enrique Iglesias        | El perdón                               |
| 26 september | Lost Frequencies & Janieck Devy     | Reality                                 |
| 3 oktober    | Lost Frequencies & Janieck Devy     | Reality                                 |
| 10 oktober   | Álvaro Soler                        | El mismo sol                            |
| 17 oktober   | Lost Frequencies & Janieck Devy     | Reality                                 |
| 24 oktober   | Lost Frequencies & Janieck Devy     | Reality                                 |
| 31 oktober   | Lost Frequencies & Janieck Devy     | Reality                                 |
| 7 november   | Antek Smykiewicz                    | Pomimo burz                             |
| 14 november  | Antek Smykiewicz                    | Pomimo burz                             |
| 21 november  | Adele                               | Hello                                   |
| 28 november  | R. City & Adam Levine               | Locked away                             |
| 5 december   | Adele                               | Hello                                   |
| 12 december  | Adele                               | Hello                                   |
| 19 december  | Imany                               | Don't be so shy (Filatov & Karas remix) |
| 26 december  | X Ambassadors                       | Renegades                               |